# Argon (Aude)
Argon (en francès, Aragon) és un municipi del departament de l'Aude a la regió francesa d'Occitània.